# Vononana peruviana
Vononana peruviana is een hooiwagen uit de familie Cosmetidae.